# Kern County
Kern County er et amt beliggende i den sydlige del af Central Valley i den amerikanske delstat Californien. Hovedbyen i amtet er Bakersfield. I år 2010 havde amtet 839.631 indbyggere.
Amtets økonomi er stærkt knyttet til landbrug og olieudvinding. Der er også en stærk tilstedeværelse af luftfart, rumfart og militær, som blandt andet Edwards Air Force Base og Naval Air Weapons Station China Lake.

## Geografi
Ifølge United States Census Bureau er Kerns totale areal er 21.138,0 km² hvoraf de 53 km² er vand. 

### Grænsende amter
- Los Angeles County - syd
- Ventura County - syd
- Santa Barbara County - sydvest
- San Luis Obispo County - vest
- Monterey County - nordvest
- Kings County - nordvest
- Tulare County - nord
- Inyo County - nordøst
- San Bernardino County - øst

### Byer i Kern
| - Bakersfield - Delano - Arvin - California City - McFarland - Ridgecrest | - Shafter - Tehachapi - Wasco - Maricopa - Taft |